# Термы вулканические
Те́рмы — горячие источники, широко распространены в областях современного и новейшего (плиоцен-
четвертичного) вулканизма. Не все термы связаны с вулканами, так как с глубиной температура увеличивается, и в районах с повышенным геотермическим градиентом циркулирующая атмосферная вода нагревается до высоких температур.
Горячие источники вулканических областей, например в Йеллоустонском парке США, в Италии, Новой Зеландии, на Камчатке, на Кавказе, обладают изменчивым составом воды и разной температурой, поскольку грунтовые воды смешиваются в разной пропорции с вулканическими газами и по-разному реагируют с вмещающими породами, через которые они просачиваются на глубину. Воды бывают натриево-хлоридными, кислыми сульфатно-хлоридными, кислыми сульфатными, натриево- и кальциево-бикарбонатными и другими. Нередко в термальных водах содержится много радиоактивных веществ, в частности, радон.
Горячие воды изменяют окружающие породы, откладывая в них окислы и сульфид железа и изменяя их до глины, которая превращается в кипящую грязь (район Паужетки, Камчатка), где известны многочисленные булькающие «котлы» с красноватой грязью с температурой около +100 °C. Часто вокруг источников накапливаются отложения кремниевой накипи или туфа, а если вода содержат карбонат кальция, то откладывается известковый туф.